# Comuna Aabybro
Aabybro (Aabybro Kommune) a fost o comună din comitatul Nordjyllands Amt, Danemarca, care a existat între anii 1970-2006. Comuna avea o suprafață totală de 170,88 km² și o populație de 11.317 de locuitori (în 2004), iar din 2007 teritoriul său face parte din comuna Jammerbugt.
1. ↑  Danske borgmestre 1970-2018 (PDF)